# La Tragédie de l'homme
La Tragédie de l'homme (en hongrois Az ember tragédiája) est une pièce de théâtre de l'auteur hongrois Imre Madách, parue en 1861.
Cette pièce met en scène Adam, Ève et Lucifer, de la genèse à la fin du monde en passant par diverses périodes historiques.

## Adaptations
La Tragédie de l'homme a fait l'objet de nombreuses adaptations théâtrales ainsi que d'une adaptation cinématographique, Angyali üdvözlet, réalisée en 1984 par András Jeles.
La Tragédie de l'homme a également été adaptée dans le domaine du film d'animation avec l'œuvre de Marcell Jankovics. Les besoins financiers et techniques pour réaliser une telle œuvre ont nécessité une production de 23 ans (de 1988 à 2011). Ce film d'animation traditionnelle d'une durée de 166 minutes a été réalisé par les studios hongrois de la Pannonia Film Studio.
Le compositeur hongrois Péter Eötvös et le librettiste Albert Ostermaier s'inspirent librement de la pièce pour leur opéra créé en 2010 à Munich, Die Tragödie des Teufels et une seconde fois avec Paradise Reloaded (Lilith) créé en 2013 à Vienne en Autriche.

## Galerie

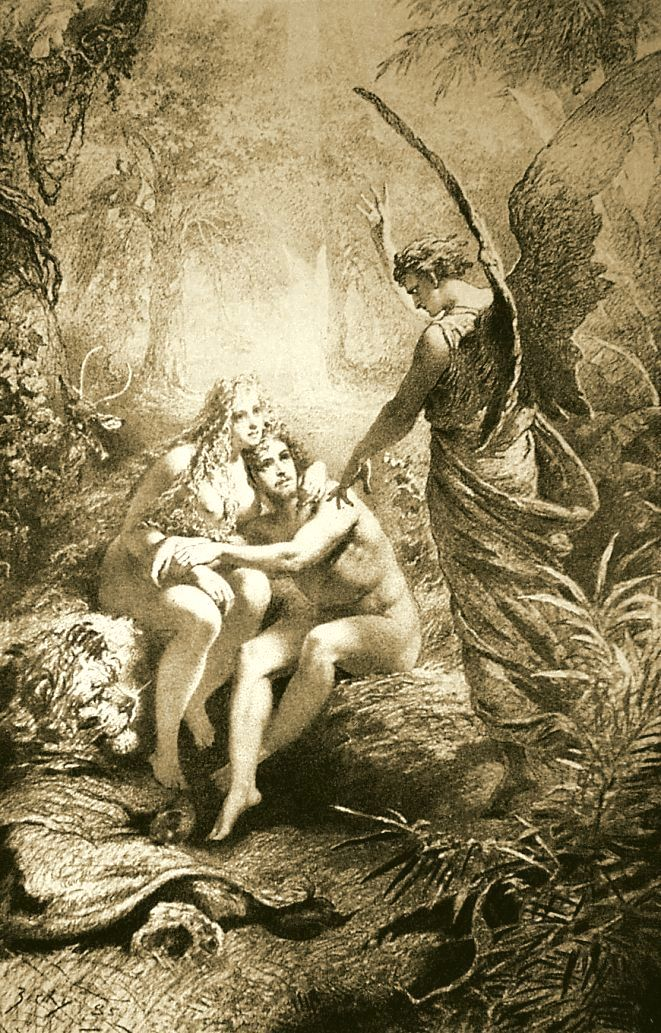
Adam et Eve, par Mihály Zichy
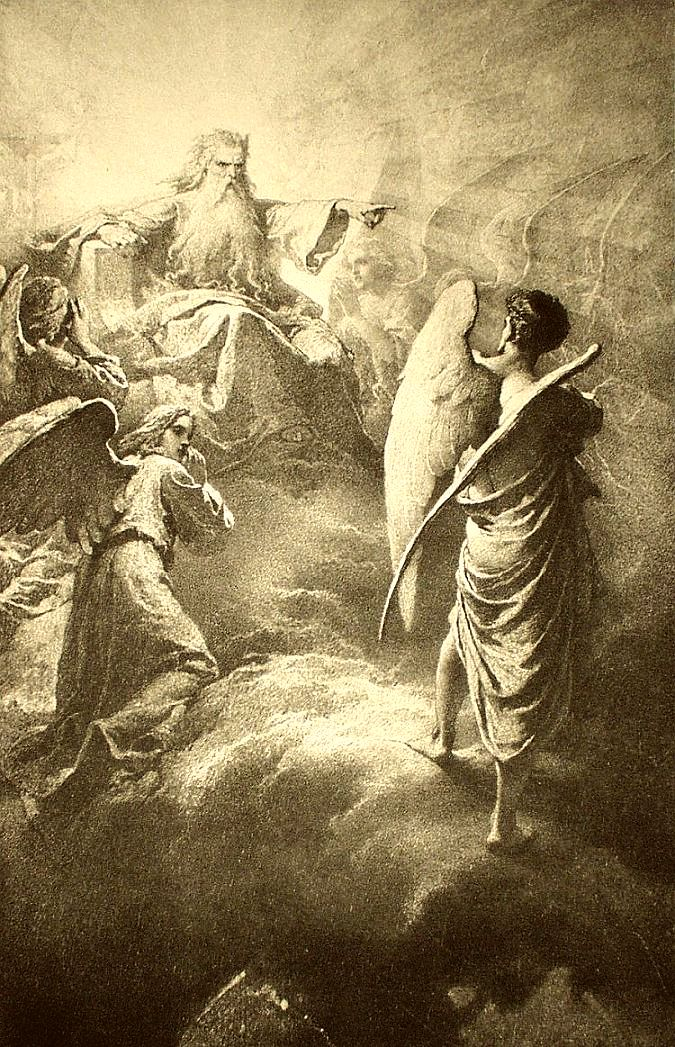
Lucifer par Mihály Zichy